# Pădureni (Dămienești), Bacău
Pădureni este un sat în comuna Dămienești din județul Bacău, Moldova, România.